# Filmografia Morgana Freemana

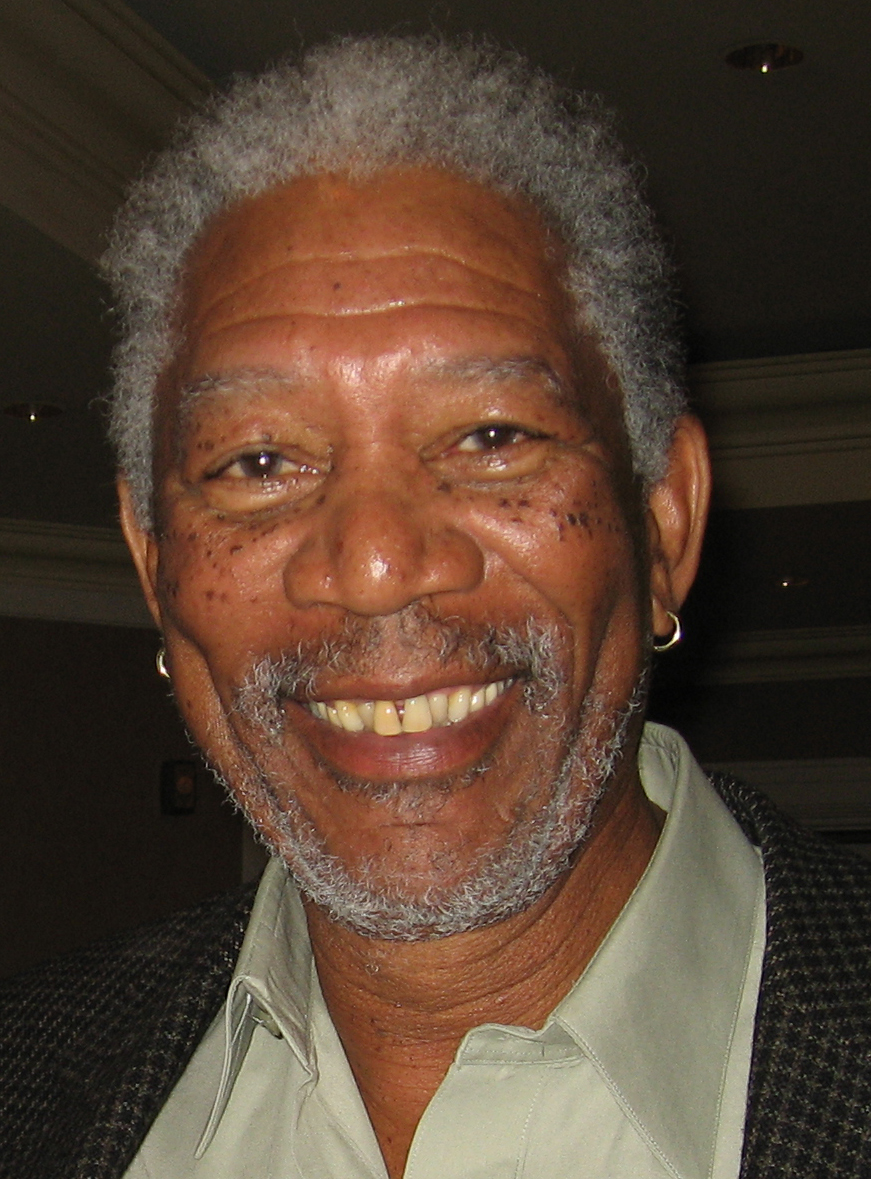
Morgan Freeman (październik 2006)

W zestawieniu filmografii Morgana Freemana znajdują się filmy i seriale, w których był aktorem, reżyserem lub producentem.
W 1964 zadebiutował w dramacie filmowym Lombardzista, gdzie zagrał rolę mężczyzny na ulicy. W tym samym roku wystąpił po raz pierwszy na scenie w musicalu Hello, Dolly!. Następnie zagrał w The Niggerlovers (1967), The Dozens (1969), Exhibition (1969) i musicalu Purlie (1970–1971). Grał także różne postacie w serialu The Electric Company. Następnie pojawił się w filmach, takich jak Nauczyciele (1984) i Historia Marie Ragghianti (1985).
Po raz pierwszy odniósł sukces, gdy zagrał w filmie Cwaniak (1987) jako Leo „Fast Black” Smalls, za rolę tę otrzymał nominację do Oscara dla najlepszego aktora drugoplanowego. Dwa lata później zagrał w dramacie wojennym Chwała jako sierżant John Rawlins i komediodramacie Wożąc panią Daisy jako Hoke Colburn. Za rolę Colburna otrzymał Złoty Glob dla najlepszego aktora w filmie komediowym lub musicalu i został nominowany do Oscara dla najlepszego aktora pierwszoplanowego.

## Filmografia

### Filmy
| Rok  | Film                                         | Rola                                     | Informacje |
| ---- | -------------------------------------------- | ---------------------------------------- | --- |
| 1980 | Więzień Brubaker                             | Walter                                   | |
| 1981 | Naoczny świadek                              | porucznik Black                          | |
| 1984 | Nauczyciele                                  | Al Lewis                                 | |
| 1984 | Harry i syn                                  | Siemanowski                              | |
| 1985 | Historia Marie Ragghianti                    | Charles Traughber                        | |
| 1985 | Co było, minęło                              | Charlie Woods                            | |
| 1987 | Cwaniak                                      | Fast Black                               | Independent Spirit Award dla najlepszego aktora drugoplanowego Los Angeles Film Critics Association Award dla najlepszego aktora drugoplanowego National Society of Film Critics Award dla najlepszego aktora drugoplanowego New York Film Critics Circle Award dla najlepszego aktora drugoplanowego Nominacja – Nagroda Akademii Filmowej dla najlepszego aktora drugoplanowego Nominacja – Złoty Glob dla najlepszego aktora drugoplanowego |
| 1988 | Czysty i trzeźwy                             | Craig                                    | |
| 1989 | Chwała                                       | sierżant John Rawlins                    | Nominacja – Chicago Film Critics Association Award dla najlepszego aktora drugoplanowego |
| 1989 | Wożąc panią Daisy                            | Hoke Colburn                             | Złoty Glob dla najlepszego aktora w filmie komediowym lub musicalu Srebrny Niedźwiedź dla najlepszego aktorskiego duetu (z Jessiką Tandy) National Board of Review Award dla najlepszego aktora Kansas City Film Critics Circle Award dla najlepszego aktora Nominacja – Nagroda Akademii Filmowej dla najlepszego aktora pierwszoplanowego |
| 1989 | Wesprzyj się na mnie                         | dyrektor Joe Clark                       | |
| 1989 | Przystojniak                                 | porucznik A.Z. Drones                    | |
| 1990 | Fajerwerki próżności                         | sędzia Leonard White                     | |
| 1990 | The Civil War                                | głos Fredericka Douglassa                | |
| 1991 | Robin Hood: Książę złodziei                  | Azeem                                    | Nominacja – MTV Movie Award dla najlepszego filmowego duetu (z Kevinem Costnerem) |
| 1992 | Bez przebaczenia                             | Ned Logan                                | |
| 1992 | Zew wolności                                 | Geel Piet                                | |
| 1993 | Bopha!                                       |                                          | reżyser |
| 1994 | Skazani na Shawshank                         | Ellis Boyd „Red” Redding, narrator       | Nominacja – Nagroda Akademii Filmowej dla najlepszego aktora pierwszoplanowego Nominacja – Złoty Glob dla najlepszego aktora w filmie dramatycznym Nominacja – Nagroda Gildii Aktorów Filmowych za główną rolę męską Nominacja – Chicago Film Critics Association Award dla najlepszego aktora drugoplanowego |
| 1995 | Epidemia                                     | generał Billy Ford                       | |
| 1995 | Siedem                                       | detektyw William Somerset                | Empire Award dla najlepszego aktora London Film Critics Circle Award dla najlepszego aktora Nominacja – Chicago Film Critics Association Award dla najlepszego aktora Nominacja – Nagroda Saturn dla najlepszego aktora Nominacja – MTV Movie Award dla najlepszego filmowego duetu (z Bradem Pittem) |
| 1996 | Reakcja łańcuchowa                           | Paul Shannon                             | |
| 1996 | Moll Flanders                                | Hibble                                   | |
| 1996 | Cosmic Voyage                                | narrator                                 | |
| 1997 | Amistad                                      | Theodore Joadson                         | |
| 1997 | Kolekcjoner                                  | doktor Alex Cross                        | |
| 1997 | Długa droga do domu                          | narrator                                 | |
| 1998 | Dzień zagłady                                | prezydent Tom Beck                       | |
| 1998 | Powódź                                       | Jim                                      | |
| 2000 | Siostra Betty                                | Charlie Quinn                            | Nominacja – Nagroda Satelita dla najlepszego aktora drugoplanowego w filmie komediowym lub musicalu |
| 2000 | Podejrzany                                   | kapitan Victor Benezet                   | |
| 2001 | W sieci pająka                               | doktor Alex Cross                        | |
| 2002 | Suma wszystkich strachów                     | William Cabot                            | |
| 2002 | Bez przedawnienia                            | Charlie Grimes                           | |
| 2003 | Bruce Wszechmogący                           | Bóg                                      | |
| 2003 | Łowca snów                                   | porucznik Abraham Curtis                 | |
| 2003 | Skazany na wolność                           | pastor Miles Evans                       | |
| 2003 | Uznany za winnego                            | porucznik Redding                        | |
| 2004 | Za wszelką cenę                              | Eddie „Scrap Iron” Dupris                | Nagroda Akademii Filmowej dla najlepszego aktora drugoplanowego Nagroda Gildii Aktorów Filmowych za drugoplanową rolę męską NAACP Image Award dla najlepszego aktora drugoplanowego Italian Online Movie Award dla najlepszego aktora drugoplanowego Vancouver Film Critics Circle Award dla najlepszego aktora drugoplanowego Nominacja – Złoty Glob dla najlepszego aktora drugoplanowego Nominacja – Nagroda Gildii Aktorów Filmowych za najlepszą obsadę filmową Nominacja – Broadcast Film Critics Association Award dla najlepszego aktora drugoplanowego Nominacja – Black Reel Award dla najlepszego aktora drugoplanowego Nominacja – Dallas-Fort Worth Film Critics Association Award dla najlepszego aktora drugoplanowego |
| 2004 | The Hunting of the President                 | narrator                                 | wydanie ograniczone |
| 2004 | Wielki skok                                  | Walter Crewes                            | |
| 2005 | Niedokończone życie                          | Mitch Bradley                            | |
| 2005 | Wojna światów                                | narrator                                 | |
| 2005 | Marsz pingwinów                              | narrator                                 | |
| 2005 | Batman: Początek                             | Lucius Fox                               | |
| 2005 | Człowiek pies                                | Sam                                      | |
| 2006 | Edison                                       | Ashford                                  | |
| 2006 | Kontrakt na zabijanie                        | Frank Carden                             | |
| 2006 | Zabójczy numer                               | szef                                     | |
| 2007 | Evan Wszechmogący                            | Bóg                                      | |
| 2007 | Smaki miłości                                | Harry Stephenson                         | |
| 2007 | Gdzie jesteś, Amando?                        | kapitan Jack Doyle                       | |
| 2007 | Choć goni nas czas                           | Carter Chambers, narrator                | |
| 2008 | Wanted – Ścigani                             | Sloan                                    | |
| 2008 | Guru miłości                                 | narrator                                 | |
| 2008 | Mroczny Rycerz                               | Lucius Fox                               | Nominacja – Broadcast Film Critics Association Award dla najlepszej obsady filmowej |
| 2009 | Złodziejski kodeks                           | Keith Ripley                             | |
| 2009 | Plan prawie doskonały                        | Charlie                                  | |
| 2009 | Invictus – Niepokonany                       | Nelson Mandela                           | NAACP Image Award dla najlepszego aktora National Board of Review Award dla najlepszego aktora Nominacja – Nagroda Akademii Filmowej dla najlepszego aktora pierwszoplanowego Nominacja – Złoty Glob dla najlepszego aktora w filmie dramatycznym Nominacja – Broadcast Film Critics Association Award dla najlepszego aktora Nominacja – Houston Film Critics Society Award dla najlepszego aktora Nominacja – Nagroda Gildii Aktorów Filmowych za główną rolę męską Nominacja – Washington D.C. Area Film Critics Association Award dla najlepszego aktora Nominacja – St. Louis Gateway Film Critics Association Award dla najlepszego aktora                                                                                      |
| 2010 | Red                                          | Joe Matheson                             | |
| 2011 | Born to Be Wild 3D                           | narrator                                 | |
| 2011 | Conan Barbarzyńca 3D                         | narrator                                 | |
| 2011 | Mój przyjaciel Delfin 3D                     | doktor McCarthy                          | |
| 2012 | Mroczny Rycerz powstaje                      | Lucius Fox                               | |
| 2012 | Magiczne lato (ang. The Magic of Belle Isle) | Monte Wildhorn                           | |
| 2013 | Niepamięć                                    | Malcolm Beech                            | |
| 2013 | Iluzja                                       | Thaddeus Bradley                         | |
| 2013 | Last Vegas                                   | Archie                                   | |
| 2013 | Olimp w ogniu                                | Marszałek Allan Trumbull                 | |
| 2014 | Lego przygoda                                | Vitruvius (głos)                         | |
| 2014 | Lucy                                         | Profesor Samuel Norman                   | |
| 2015 | Ostatni rycerze                              | Lord Bartok                              | |
| 2015 | Ted 2                                        | Patrick Meighan                          | |
| 2016 | Iluzja 2                                     | Thaddeus Bradley                         | |
| 2017 | W starym, dobrym stylu                       | Willie Davis                             | |
| 2018 | Dziadek do orzechów i cztery królestwa       | Drosselmeyer                             | |
| 2020 | Cwaniaki z Hollywood                         | Reggie Fontaine                          | |
| 2023 | Rytuał śmierci                               | Dr Mackles Profesor studiów afrykańskich | |

### Telewizja
| Rok        | Tytuł                                    | Rola                                                                    | Informacje                                            |
| ---------- | ---------------------------------------- | ----------------------------------------------------------------------- | ----------------------------------------------------- |
| 1971– 1977 | The Electric Company                     | Spokojny Jeździec, DJ Mel Mounds, Drakula, Vincent, wampir-wegetarianin | program telewizyjny dla dzieci                        |
| 1978       | Roll of Thunder, Hear My Cry             | wuj Hammer                                                              | film telewizyjny                                      |
| 1981       | The Marva Collins Story                  | Clarence Collins                                                        | film telewizyjny                                      |
| 1985       | Strefa mroku                             | Tony                                                                    | serial telewizyjny, odcinek: „Dealer's Choice”        |
| 1986       | Miejsce spoczynku                        | Luther Johnson                                                          | film telewizyjny                                      |
| 1987       | Walka o życie                            | doktor Sherard                                                          | film telewizyjny                                      |
| 2008       | Smithsonian Channel's Sound Revolution   | on sam                                                                  | program dokumentalny, prowadzący                      |
| 2008       | Stephen Fry in America                   | on sam                                                                  | program telewizyjny, gość                             |
| 2010       | Through the Wormhole with Morgan Freeman | on sam                                                                  | naukowy program telewizyjny, prowadzący               |
| 2010       | Saturday Night Live                      | on sam                                                                  | gość w segmencie What Up with That                    |
| 2011       | Ciekawość                                | on sam                                                                  | seria 1., odcinek 5.: „Is There a Parallel Universe?” |
| 2016       | The Story of God with Morgan Freeman     | seria 1., odcinek 1.: „Beyond Death”                                    |                                                       |